# 1199
سنة 1199 كانت سنة بسيطة تبدأ يوم الجمعة (الرابط يظهر نموذج التقويم الكامل للسنة) من التقويم اليولياني.

## مواليد
- أحمد البدوي.
- ابن الأبار القضاعي.
- نظامي الكنجوي.
- المنصور الحسن بن بدر الدين.
- جلال الدين منكبرتي.
- فرناندو الثالث ملك قشتالة.
- مادهفاتشاريا.
- نظامي الكنجوي.

## وفيات
- 23 يناير - أبو يوسف يعقوب بن يوسف المنصور.
- 9 فبراير - ميناموتو نو يوريتومو.
- 6 أبريل - ريتشارد الأول ملك إنجلترا.
- 4 سبتمبر - جوان ملكة صقلية
- ميخائيل السرياني.